# Nicolás Almagro
Nicolás Almagro Sánchez Rolle (wym. [nikoˈlas alˈmaɣɾo ˈsant͡ʃeθ]; ur. 21 sierpnia 1985 w Murcji) – hiszpański tenisista, reprezentant w Pucharze Davisa, olimpijczyk.

## Kariera tenisowa
Almagro zawodowym tenisistą był w latach 2003–2019.
W 2004 roku awansował do pierwszej setki rankingu światowego, głównie dzięki wynikom z turniejów ATP Challenger Tour. Zaliczył także debiut wielkoszlemowy, przegrywając jednak już w I rundzie French Open z Gustavo Kuertenem.
W 2005 roku był po raz pierwszy w ćwierćfinale turniejowym ATP World Tour, podczas rozgrywek w Buenos Aires. Zdobył również podczas igrzysk śródziemnomorskich w Almeríi złote medale w zawodach singlowych i deblowych. W grze podwójnej startował w parze z Guillermo Garcíą Lópezem.
W sezonie 2006 osiągnął półfinał w Acapulco, by następnie w kwietniu tegoż roku odnieść swoje pierwsze turniejowe zwycięstwo, na kortach ziemnych w Walencji, eliminując po drodze m.in. Juana Carlosa Ferrero i Marata Safina. W finale Almagro pokonał 6:2, 6:3 Gilles’a Simona.
W sezonie 2007 Hiszpan osiągnął swoje drugie turniejowe zwycięstwo w karierze, ponownie w Walencji. Almagro w pojedynku finałowym pokonał Włocha Potito Starace 4:6, 6:2, 6:1. W lipcu tegoż samego sezonu awansował do jeszcze finału w szwedzkim Båstad, gdzie pokonał m.in. Carlosa Moyę; przegrał z Davidem Ferrerem.
Trzeci zawodowy turniej wygrał w połowie lutego 2008 roku w Costa do Sauipe, gdzie w finale po raz kolejny okazał się być lepszym od Carlosa Moyi. Niespełna miesiąc później wygrał rozgrywki ATP International Series Gold w Acapulco, gdzie w finale wygrał z Davidem Nalbandianem. Ponadto w kwietniu awansował do finału w Walencji, jednak w pojedynku o mistrzostwo nie sprostał Davidowi Ferrerowi. W maju awansował po raz pierwszy w karierze do ćwierćfinału rozgrywek wielkoszlemowych, a uczynił to podczas Rolanda Garrosa, gdzie wyeliminował m.in. Andy’ego Murraya; przegrał w trzech setach z Rafaelem Nadalem. Tego roku zagrał na igrzyskach olimpijskich w Pekinie. Z turnieju singlowego odpadł w I rundzie, a z zawodów deblowych w II rundzie, w których tworzył parę z Davidem Ferrerem.
Rok 2009 Hiszpan zakończył z jednym wygranym turniejem, w Acapulco, zwyciężając w finale Gaëla Monfilsa. Ponadto w lutym awansował do finału debla w Buenos Aires. Partnerem deblowym Almagro był Santiago Ventura, jednak mecz o tytuł przegrali z innym hiszpańskim duetem, Marcelem Granollersem i Alberto Martínem.
W roku 2010 Almagro ponownie doszedł do ćwierćfinału Rolanda Garrosa, gdzie po raz kolejny odpadł z Nadalem. Następnie w połowie lipca odniósł swoje szóste turniejowe zwycięstwo, podczas rywalizacji w Båstad. Spotkanie finałowe Hiszpan rozstrzygnął na swoją korzyść w trzech setach nad Robinem Söderlingiem. Trzy tygodnie po tym sukcesie Hiszpan ponownie wygrał rozgrywki szczebla ATP World Tour, w szwajcarskim Gstaad, a w finale w dwóch setach pokonał Richarda Gasqueta.
Swój pierwszy finał w sezonie 2011 Almagro rozegrał w lutym podczas rywalizacji w Costa do Sauipe, tracąc po drodze jednego seta w meczu półfinałowym z Juanem Ignacio Chelą. W finale zwyciężył Ukraińca Ołeksandra Dołhopołowa. Tuż po tym triumfie Hiszpan wygrał kolejny turniej, w argentyńskim Buenos Aires, po wygranej w meczu finałowym nad Juanem Ignacio Chelą. Trzeci finał w sezonie Almagro rozegrał w Acapulco, lecz tym razem poniósł porażkę po serii trzynastu wygranych meczów z rzędu z Davidem Ferrerem. Pod koniec maja Hiszpan wygrał dziesiąty singlowy tytuł, w Nicei. Finałowy pojedynek wygrał z Rumunem Victorem Hănescu. W lipcu Hiszpan dotarł do finału turnieju w Hamburgu, przegrywając decydujące o tytule spotkanie z Gilles’em Simonem.
W lutym 2012 roku Almagro skutecznie obronił tytuł w São Paulo. W finale Hiszpan pokonał 6:3, 4:6, 6:4 Filippo Volandriego. Pod koniec tego samego miesiąca awansował do finału w Buenos Aires. Pojedynek o tytuł przegrał z Davidem Ferrerem. W maju zdołał obronić także tytuł w Nicei, gdzie w finale pokonał kwalifikanta Briana Bakera 6:3, 6:2. W lipcu przegrał finał turnieju w Båstad z Davidem Ferrerem. Hiszpan zagrał w sezonie także na igrzyskach olimpijskich w Londynie, dochodząc do ćwierćfinału gry pojedynczej.
Pierwszy finał, jaki Almagro osiągnął w 2013 roku miał miejsce w kwietniu w Houston. Pojedynek o tytuł przegrał jednak z Johnem Isnerem. W tym samym miesiącu tenisista hiszpański awansował również do finału w Barcelonie, gdzie został pokonany przez Rafaela Nadala.
Pierwszym finałem Hiszpana w sezonie 2014, tak jak przed rokiem, były zawody w Houston. W meczu mistrzowskim przegrał z Fernandem Verdasco 3:6, 6:7(4).
Na początku sierpnia 2015 roku Almagro wygrał po raz pierwszy w karierze turniej gry podwójnej, na ziemnym podłożu w Kitzbühel. Wspólnie z Carlosem Berlocqiem pokonał w finale parę Robin Haase–Henri Kontinen.
W lutym 2016 roku, po prawie dwóch latach, Almagro ponownie doszedł do finału singlowego, podczas turnieju w Buenos Aires ostatecznie przegrywając z Dominicem Thiemem. Na początku maja odniósł triumf w Estoril po finale z Pablem Carreño-Bustą.
W roku 2008 Almagro zadebiutował w reprezentacji podczas meczu Pucharu Davisa w I rundzie przeciwko Peru. Almagro wygrał swoje oba pojedynki singlowe, przyczyniając się w ten sposób do ostatecznego triumfu Hiszpanów w edycji z sezonu 2008. W 2010 roku ponownie otrzymał powołanie do kadry na mecze ze Szwajcarią i Francją. W 2012 roku Almagro awansował z reprezentacją do finału, grając w każdej rundzie. W finale Hiszpanie przegrali z Czechami 2:3, a Almagro poniósł porażki z Tomášem Berdychem i Radkiem Štěpánkiem.
Hiszpan podczas gry na korcie słynął z silnego forhendu oraz wykonywał jednoręczny bekhend. Ponadto szybko poruszał się po korcie i wybierał grę zza linii końcowej. Preferował grę na nawierzchni ziemnej.
Najwyżej sklasyfikowany w rankingu singlistów był na 9. miejscu w maju 2011 roku, z kolei w zestawieniu deblistów w marcu 2011 roku zajmował 48. pozycję.

### Finały w turniejach ATP World Tour
| Legenda                                      |
| -------------------------------------------- |
| Wielki Szlem                                 |
| Igrzyska olimpijskie                         |
| Tennis Masters Cup / ATP Finals              |
| ATP Masters Series / ATP Tour Masters 1000   |
| ATP International Series Gold / ATP Tour 500 |
| ATP International Series / ATP Tour 250      |

#### Gra pojedyncza (13–10)
| Końcowy wynik | Nr  | Data             | Turniej         | Nawierzchnia | Przeciwnik           | Wynik finału        |
| ------------- | --- | ---------------- | --------------- | ------------ | -------------------- | ------------------- |
| Zwycięzca     | 1.  | 16 kwietnia 2006 | Walencja        | Ceglana      | Gilles Simon         | 6:2, 6:3            |
| Zwycięzca     | 2.  | 15 kwietnia 2007 | Walencja        | Ceglana      | Potito Starace       | 4:6, 6:2, 6:1       |
| Finalista     | 1.  | 15 lipca 2007    | Båstad          | Ceglana      | David Ferrer         | 2:6, 1:6            |
| Zwycięzca     | 3.  | 17 lutego 2008   | Costa do Sauipe | Ceglana      | Carlos Moyá          | 7:6(4), 3:6, 7:5    |
| Zwycięzca     | 4.  | 1 marca 2008     | Acapulco        | Ceglana      | David Nalbandian     | 6:1, 7:6(1)         |
| Finalista     | 2.  | 20 kwietnia 2008 | Walencja        | Ceglana      | David Ferrer         | 6:4, 2:6, 6:7(2)    |
| Zwycięzca     | 5.  | 28 lutego 2009   | Acapulco        | Ceglana      | Gaël Monfils         | 6:4, 6:4            |
| Zwycięzca     | 6.  | 18 lipca 2010    | Båstad          | Ceglana      | Robin Söderling      | 7:5, 3:6, 6:2       |
| Zwycięzca     | 7.  | 1 sierpnia 2010  | Gstaad          | Ceglana      | Richard Gasquet      | 7:5, 6:1            |
| Zwycięzca     | 8.  | 12 lutego 2011   | Costa do Sauipe | Ceglana      | Ołeksandr Dołhopołow | 6:3, 7:6(3)         |
| Zwycięzca     | 9.  | 10 lutego 2011   | Buenos Aires    | Ceglana      | Juan Ignacio Chela   | 6:3, 3:6, 6:4       |
| Finalista     | 3.  | 26 lutego 2011   | Acapulco        | Ceglana      | David Ferrer         | 6:7(4), 7:6(2), 2:6 |
| Zwycięzca     | 10. | 21 maja 2011     | Nicea           | Ceglana      | Victor Hănescu       | 6:7(5), 6:3, 6:3    |
| Finalista     | 4.  | 24 lipca 2011    | Hamburg         | Ceglana      | Gilles Simon         | 4:6, 6:4, 4:6       |
| Zwycięzca     | 11. | 19 lutego 2012   | São Paulo       | Ceglana      | Filippo Volandri     | 6:3, 4:6, 6:4       |
| Finalista     | 5.  | 26 lutego 2012   | Buenos Aires    | Ceglana      | David Ferrer         | 6:4, 3:6, 2:6       |
| Zwycięzca     | 12. | 26 maja 2012     | Nicea           | Ceglana      | Brian Baker          | 6:3, 6:2            |
| Finalista     | 6.  | 15 lipca 2012    | Båstad          | Ceglana      | David Ferrer         | 2:6, 2:6            |
| Finalista     | 7.  | 14 kwietnia 2013 | Houston         | Ceglana      | John Isner           | 3:6, 5:7            |
| Finalista     | 8.  | 28 kwietnia 2013 | Barcelona       | Ceglana      | Rafael Nadal         | 4:6, 3:6            |
| Finalista     | 9.  | 13 kwietnia 2014 | Houston         | Ceglana      | Fernando Verdasco    | 3:6, 6:7(4)         |
| Finalista     | 10. | 14 lutego 2016   | Buenos Aires    | Ceglana      | Dominic Thiem        | 6:7(2), 6:3, 6:7(4) |
| Zwycięzca     | 13. | 1 maja 2016      | Estoril         | Ceglana      | Pablo Carreño-Busta  | 6:7(6), 7:6(5), 6:3 |

#### Gra podwójna (1–1)
| Końcowy wynik | Nr | Data            | Turniej      | Nawierzchnia | Partner          | Przeciwnicy                      | Wynik finału   |
| ------------- | -- | --------------- | ------------ | ------------ | ---------------- | -------------------------------- | -------------- |
| Finalista     | 1. | 22 lutego 2009  | Buenos Aires | Ceglana      | Santiago Ventura | Marcel Granollers Alberto Martín | 3:6, 7:5, 8–10 |
| Zwycięzca     | 1. | 8 sierpnia 2015 | Kitzbühel    | Ceglana      | Carlos Berlocq   | Robin Haase Henri Kontinen       | 5:7, 6:3, 11–9 |

### Starty wielkoszlemowe (gra pojedyncza)
| Turniej         | 2003 | 2004 | 2005 | 2006 | 2007 | 2008 | 2009 | 2010 | 2011 | 2012 | 2013 | 2014 | 2015 | 2016 | 2017 | 2018 | Wygrane turnieje | Bilans w turnieju |
| --------------- | ---- | ---- | ---- | ---- | ---- | ---- | ---- | ---- | ---- | ---- | ---- | ---- | ---- | ---- | ---- | ---- | ---------------- | ----------------- |
| Australian Open | –    | –    | 1R   | 1R   | 1R   | 1R   | 3R   | 4R   | 4R   | 4R   | QF   | –    | 1R   | 2R   | 1R   | –    | 0 / 12           | 16–12             |
| French Open     | –    | 1R   | 2R   | 2R   | 2R   | QF   | 3R   | QF   | 1R   | QF   | 4R   | 1R   | 2R   | 3R   | 2R   | –    | 0 / 14           | 24–14             |
| Wimbledon       | –    | –    | 1R   | 1R   | 1R   | 2R   | 3R   | 1R   | 3R   | 3R   | 3R   | –    | 1R   | 2R   | –    | –    | 0 / 11           | 10–11             |
| US Open         | –    | –    | 2R   | 1R   | 3R   | 3R   | 3R   | 3R   | 1R   | 4R   | 1R   | –    | –    | 3R   | 1R   | –    | 0 / 11           | 14–11             |
| Bilans spotkań  | 0–0  | 0–1  | 2–4  | 1–4  | 3–4  | 7–4  | 8–4  | 9–4  | 5–4  | 12–4 | 9–4  | 0–1  | 1–3  | 6–4  | 1–3  | 0–0  | N/A              | 64–48             |